# Ego Rock
〈Ego Rock〉（直译：「自我摇滚」）是日本创作歌手Three的歌曲，收录于其首张迷你专辑《Heautoscopy》，音乐视频于2021年9月7日播出。之后，使用镜音连合成主要人声的版本作为单曲于2021年9月7日自行发行，音乐视频也于同日播出。

## 背景
〈Ego Rock〉的原始版本是Three于2018年9月7日通过个人社交媒体公布一条音乐视频《Ego Rock / Three feat.镜音连【Official】》（エゴロック／すりぃ feat.鏡音レン【Official】），歌曲时长仅为1分钟，主要人声使用镜音连合成。在三年后，2021年3月3日，原始版本被延长至2分50秒，由Three亲自演唱的版本收录进自己首张迷你专辑《Heautoscopy》。不久，同年9月7日，使用镜音连合成主要人声的版本作为单曲自行发行，音乐视频也于同日播出。

## 创作
此曲时长2分50秒，每分钟255拍（BPM255）。此曲的歌词表达了面对社会的批判要带着反叛之心我行我素地活着。

## 音乐视频
〈Ego Rock〉的Three版本和镜音连版本的音乐视频同时于2021年9月7日播出，视频为附带歌词的卡通渲染风格动画，动画是由日本三维动画师Ocowa制作，舞蹈动作是由日本角色扮演者Yuiru（ゆいる）编排。

## 排行榜
| 排行榜（2022年）                | 最高排名 |
| ------------------------------- | -------- |
| 日本飙升歌曲（Billboard Japan） | 14       |
| 日本UGC（Billboard Japan）      | 14       |

| 排行榜（2022年）           | 最高排名 |
| -------------------------- | -------- |
| 日本UGC（Billboard Japan） | 20       |

## 发行历史
| 地区     | 日期         | 格式          | 唱片公司 | 参考  |
| -------- | ------------ | ------------- | -------- | ----- |
| 世界各地 | 2021年9月7日 | 數位下載 串流 | 自发行   | [ 2 ] |